# Wereldbeker veldrijden 1999-2000
Het 7e Wereldbekerseizoen werd gereden in 1999-2000. Het seizoen begon in Safenwil op 7 november en eindigde op 16 januari in Nommay. Het seizoen telde in totaal 6 crossen. De winnaar werd de Belg Sven Nys.
De wereldbeker bestond uit de volgende categorie:
- Mannen elite

## Mannen elite

### Kalender en podia
| Datum      | Locatie    | Eerste          | Tweede              | Derde               |
| ---------- | ---------- | --------------- | ------------------- | ------------------- |
| 07/11/1999 | Safenwil   | Sven Nys        | Richard Groenendaal | Jiri Pospisil       |
| 21/11/1999 | Tábor      | Mario De Clercq | Sven Nys            | Richard Groenendaal |
| 05/12/1999 | Leudelange | Sven Nys        | Richard Groenendaal | Adrie van der Poel  |
| 19/12/1999 | Kalmthout  | Bart Wellens    | Sven Nys            | Adrie van der Poel  |
| 02/01/2000 | Zeddam     | Mario De Clercq | Sven Nys            | Richard Groenendaal |
| 16/01/2000 | Nommay     | Daniele Pontoni | Richard Groenendaal | Mario De Clercq     |

### Eindklassement
| Pos. | Renner              | Punten |
| ---- | ------------------- | ------ |
| 1    | Sven Nys            | 300    |
| 2    | Richard Groenendaal | 268    |
| 3    | Mario De Clercq     | 245    |
| 4    | Adrie van der Poel  | 195    |
| 5    | Daniele Pontoni     | 184    |
| 6    | Erwin Vervecken     | 179    |
| 7    | Peter Van Santvliet | 154    |
| 8    | Wim de Vos          | 148    |
| 9    | Petr Dlask          | 146    |
| 10   | Ben Berden          | 137    |

### Uitslagen
| #  | Naam                | Tijd    |
| -- | ------------------- | ------- |
| 1  | Sven Nys            | 0:58.48 |
| 2  | Richard Groenendaal | + 0.29  |
| 3  | Jiri Pospisil       | + 1.15  |
| 4  | Mario De Clercq     | + 1.32  |
| 5  | Erwin Vervecken     | + 1.54  |
| 6  | Peter Van Santvliet | + 2.04  |
| 7  | Beat Wabel          | + 2.11  |
| 8  | Marc Janssens       | + 2.25  |
| 9  | Wim de Vos          | + 2.45  |
| 10 | Petr Dlask          | + 3.14  |

| #  | Naam                | Tijd    |
| -- | ------------------- | ------- |
| 1  | Mario De Clercq     | 1:00.53 |
| 2  | Sven Nys            | + 0.04  |
| 3  | Richard Groenendaal | + 0.08  |
| 4  | Erwin Vervecken     | + 0.36  |
| 5  | Adrie van der Poel  | + 0.54  |
| 6  | Wim de Vos          | + 1.10  |
| 7  | Peter Van Santvliet | + 1.46  |
| 8  | Petr Dlask          | + 1.55  |
| 9  | Ben Berden          | + 1.56  |
| 10 | Gerben de Knegt     | + 2.02  |

| #  | Naam                | Tijd    |
| -- | ------------------- | ------- |
| 1  | Sven Nys            | 0:58.41 |
| 2  | Richard Groenendaal | + 0.19  |
| 3  | Adrie van der Poel  | + 1.59  |
| 4  | Mario De Clercq     | + 2.18  |
| 5  | Daniele Pontoni     | + 2.29  |
| 6  | Petr Dlask          | + 2.44  |
| 7  | Beat Wabel          | + 2.56  |
| 8  | Thomas Frischknecht | + 3.06  |
| 9  | Gerben de Knegt     | + 3.19  |
| 10 | Ben Berden          | + 3.36  |

| #  | Naam                | Tijd    |
| -- | ------------------- | ------- |
| 1  | Bart Wellens        | 0:55.40 |
| 2  | Sven Nys            | + 0.19  |
| 3  | Adrie van der Poel  | + 0.49  |
| 4  | Erwin Vervecken     | + 1.02  |
| 5  | Peter Van Santvliet | + 1.14  |
| 6  | Wim de Vos          | + 1.38  |
| 7  | Richard Groenendaal | + 1.44  |
| 8  | Daniele Pontoni     | + 1.49  |
| 9  | Gerben de Knegt     | + 1.50  |
| 10 | David Willemsens    | + 1.55  |

| #  | Naam                | Tijd    |
| -- | ------------------- | ------- |
| 1  | Mario De Clercq     | 0:59.35 |
| 2  | Sven Nys            | zt      |
| 3  | Richard Groenendaal | zt      |
| 4  | Daniele Pontoni     | zt      |
| 5  | Adrie van der Poel  | zt      |
| 6  | Ben Berden          | + 0.10  |
| 7  | Peter Van Santvliet | + 0.20  |
| 8  | Petr Dlask          | + 0.46  |
| 9  | Wim de Vos          | + 0.56  |
| 10 | Gerben de Knegt     | + 1.02  |

| #  | Naam                | Tijd    |
| -- | ------------------- | ------- |
| 1  | Daniele Pontoni     | 1:00.33 |
| 2  | Richard Groenendaal | + 0.30  |
| 3  | Mario De Clercq     | + 0.52  |
| 4  | Wim de Vos          | + 1.17  |
| 5  | Adrie van der Poel  | + 1.41  |
| 6  | Sven Nys            | + 2.14  |
| 7  | Erwin Vervecken     | + 2.50  |
| 8  | Petr Dlask          | + 3.04  |
| 9  | Ben Berden          | + 3.24  |
| 10 | Beat Wabel          | + 3.28  |

Kampioenschappen:  Wereldkampioenschappen · 
 Belgische kampioenschappen · 
 Nederlandse kampioenschappen
Klassementen:  Wereldbeker · 
 Superprestige · 
 GvA Trofee · 
 Challenge national
1993-1994 · 1994-1995 · 1995-1996 · 1996-1997 · 1997-1998 · 1998-1999 · 1999-2000 · 2000-2001 · 2001-2002 · 2002-2003 · 2003-2004 · 2004-2005 · 2005-2006 · 2006-2007 · 2007-2008 · 2008-2009 · 2009-2010 · 2010-2011 · 2011-2012 · 2012-2013 · 2013-2014 · 2014-2015 · 2015-2016 · 2016-2017 · 2017-2018 · 2018-2019 · 2019-2020 · 2020-2021 · 2021-2022 · 2022-2023 · 2023-2024 · 2024-2025